# Mogularkitektur

Taj Mahal är uppfört i mogularkitektur.

Mogularkitektur är en typ av indo-islamisk arkitektur med influenser från persisk, turkisk och indisk arkitektur. Mogularkitekturen utvecklades i mogulriket i norra och centrala Indien.